# K League 1999
La K League 1999 fue la 17.ª temporada de la K League. Contó con la participación de diez equipos. El torneo comenzó el 31 de mayo y terminó el 31 de octubre de 1999.
El campeón fue Suwon Samsung Bluewings, por lo que clasificó a la Copa de Clubes de Asia 2000-01. Por otra parte, salió subcampeón Pusan Daewoo Royals.

## Reglamento de juego
El torneo se disputó en un formato de todos contra todos a tres rondas, de manera tal que cada equipo debió jugar dos partidos de local y uno de visitante (o viceversa) contra sus otros nueve contrincantes. Una victoria se puntuaba con tres unidades, mientras que por un partido ganado en tiempo suplementario se otorgaban dos puntos. Por otro lado, la victoria por penales valía un punto y la derrota, ninguno.
Para desempatar se utilizaron los siguientes criterios:
1. Puntos
2. Diferencia de goles
3. Goles anotados
4. Resultados entre los equipos en cuestión

Los cuatro mejores del torneo clasificaron a los play-off por el campeonato, que se decidieron de esta manera:
1. En la primera ronda se enfrentaron el tercero contra el cuarto de la tabla de posiciones; en caso de que el marcador siguiera igualado al término del tiempo reglamentario, se jugaría una prórroga con gol de oro. En caso de que prosiguiera la paridad en el resultado, se ejecutaría una tanda de penales.
2. En la segunda ronda se cruzaron el segundo de la tabla de posiciones frente al ganador de la primera ronda, pero a partir de aquí se definiría en dos partidos. Si el marcador global siguiera igualado al término del tiempo reglamentario de la vuelta, se disputaría una prórroga con gol de oro. Finalmente, en caso de que prosiguiera la paridad en el resultado, se ejecutaría una tanda de penales.
3. En la final se enfrentaron el mejor de la tabla de posiciones contra el vencedor de la segunda ronda. En este caso, se siguieron las mismas reglas que para la ronda anterior.

## Tabla de posiciones
| Pos. | Equipo                         | Pts. | PJ | G  | GO | GP | P  | GF | GC | Dif. | Clasificación                                   |
| ---- | ------------------------------ | ---- | -- | -- | -- | -- | -- | -- | -- | ---- | ----------------------------------------------- |
| 1    | Suwon Samsung Bluewings (C, Q) | 59   | 27 | 18 | 2  | 1  | 6  | 56 | 24 | +32  | Clasificado a la Copa de Clubes de Asia 2000-01 |
| 2    | Bucheon SK (Q)                 | 47   | 27 | 11 | 7  | 0  | 9  | 48 | 39 | +9   | Segunda ronda del play-off por el campeonato    |
| 3    | Chunnam Dragons (Q)            | 38   | 27 | 9  | 3  | 5  | 10 | 43 | 38 | +5   | Primera ronda del play-off por el campeonato    |
| 4    | Pusan Daewoo Royals (Q)        | 37   | 27 | 10 | 3  | 1  | 13 | 37 | 36 | +1   | Primera ronda del play-off por el campeonato    |
| 5    | Pohang Steelers                | 35   | 27 | 11 | 1  | 0  | 15 | 42 | 41 | +1   |                                                 |
| 6    | Ulsan Hyundai Horang-i         | 31   | 27 | 9  | 1  | 2  | 15 | 38 | 46 | −8   |                                                 |
| 7    | Jeonbuk Hyundai Dinos          | 29   | 27 | 7  | 3  | 2  | 15 | 40 | 44 | −4   |                                                 |
| 8    | Daejeon Citizen                | 24   | 27 | 6  | 3  | 0  | 18 | 41 | 53 | −12  |                                                 |
| 9    | Anyang LG Cheetahs             | 24   | 27 | 6  | 2  | 2  | 17 | 38 | 52 | −14  |                                                 |
| 10   | Cheonan Ilhwa Chunma (Q)       | 23   | 27 | 5  | 3  | 2  | 17 | 34 | 44 | −10  | Clasificado a la Recopa de la AFC 2000-01       |

 Fuente: South Korea 1999

## Play-off por el campeonato

### Cuadro de desarrollo
|  | Primera ronda       | Primera ronda       |                     |   | Segunda ronda      | Segunda ronda      | Segunda ronda           |   |   | Final              | Final              | Final              |  |
|  | 17 de octubre       | 17 de octubre       |                     |   | 20 y 24 de octubre | 20 y 24 de octubre | 20 y 24 de octubre      |   |   | 27 y 31 de octubre | 27 y 31 de octubre | 27 y 31 de octubre |  |
|  |                     |                     |                     |   |                    |                    |                         |   |   |                    |                    |                    |  |
|  |                     |                     |                     |   |                    |                    |                         |   |   |                    |                    |                    |  |
|  |                     |                     |                     |   |                    |                    |                         |   |   |                    |                    |                    |  |
|  |                     |                     |                     |   |                    |                    |                         |   |   |                    |                    |                    |  |
|  |                     |                     |                     |   |                    |                    |                         |   |   |                    |                    |                    |  |
|  |                     |                     |                     |   |                    |                    |                         |   |   |                    |                    |                    |  |
|  |                     |                     |                     |   |                    |                    |                         |   |   |                    |                    |                    |  |
|  |                     |                     |                     |   |                    |                    |                         |   |   |                    |                    |                    |  |
|  |                     |                     |                     |   |                    |                    |                         |   |   |                    |                    |                    |  |
|  |                     |                     |                     |   |                    |                    |                         |   |   |                    |                    |                    |  |
|  |                     |                     |                     |   |                    |                    |                         |   |   |                    |                    |                    |  |
|  |                     |                     |                     |   |                    |                    | Suwon Samsung Bluewings | 2 | 2 |                    |                    |                    |  |
|  |                     |                     |                     |   |                    |                    |                         | 2 | 2 |                    |                    |                    |  |
|  |                     |                     | Pusan Daewoo Royals | 1 | 1                  |                    |                         |   |   |                    |                    |                    |  |
|  |                     |                     | Pusan Daewoo Royals | 1 | 1                  |                    |                         |   |   |                    |                    |                    |  |
|  |                     |                     |                     |   |                    |                    |                         |   |   |                    |                    |                    |  |
|  |                     |                     |                     |   |                    |                    |                         |   |   |                    |                    |                    |  |
|  |                     | Pusan Daewoo Royals | 1                   | 1 |                    |                    |                         |   |   |                    |                    |                    |  |
|  |                     |                     | 1                   | 1 |                    |                    |                         |   |   |                    |                    |                    |  |
|  |                     |                     | Bucheon SK          | 0 | 0                  |                    |                         |   |   |                    |                    |                    |  |
|  | Chunnam Dragons     | 0                   | Bucheon SK          | 0 | 0                  |                    |                         |   |   |                    |                    |                    |  |
|  | Chunnam Dragons     | 0                   |                     |   |                    |                    |                         |   |   |                    |                    |                    |  |
|  | Pusan Daewoo Royals | 1                   |                     |   |                    |                    |                         |   |   |                    |                    |                    |  |
|  | Pusan Daewoo Royals | 1                   |                     |   |                    |                    |                         |   |   |                    |                    |                    |  |
|  |                     |                     |                     |   |                    |                    |                         |   |   |                    |                    |                    |  |

### Primera ronda
| 17 de octubre de 1999 | Chunnam Dragons | 0:1 (0:1) | Pusan Daewoo Royals | Estadio de Fútbol, Gwangyang    |                                 |
|                       |                 | Reporte   | J.H. Ahn 30'        | Asistencia: 19.657 espectadores | Asistencia: 19.657 espectadores |

### Segunda ronda
| Ida; 20 de octubre de 1999 | Bucheon SK | 0:1 (0:1) | Pusan Daewoo Royals | Estadio Mokdong, Seúl           |                                 |
|                            |            | Reporte   | S.Y. Woo 24'        | Asistencia: 12.784 espectadores | Asistencia: 12.784 espectadores |

| Vuelta; 24 de octubre de 1999 | Pusan Daewoo Royals | 1:0 (1:0) | Bucheon SK | Estadio Busan Gudeok, Busan     |                                 |
|                               | Manić 38' (pen.)    | Reporte   |            | Asistencia: 28.248 espectadores | Asistencia: 28.248 espectadores |

### Final
| Ida; 27 de octubre de 1999 | Pusan Daewoo Royals | 1:2 (0:0) | Suwon Samsung Bluewings       | Estadio Busan Gudeok, Busan     |                                 |
|                            | W.R. Ryu 71'        | Reporte   | I.C. Seol 50' · K.H. Park 83' | Asistencia: 22.375 espectadores | Asistencia: 22.375 espectadores |

| Vuelta; 31 de octubre de 1999 | Suwon Samsung Bluewings              | 2:1 (0:1) | Pusan Daewoo Royals | Suwon Sports Complex, Suwon     |                                 |
|                               | H.J. Son 81' (a.g.) · Drakulić 90+8' | Reporte   | G.B. Lee 30'        | Asistencia: 27.425 espectadores | Asistencia: 27.425 espectadores |

## Campeón
|                                            |
|                                            |
| Campeón Suwon Samsung Bluewings 2.º título |